# Happy Hacker
Happy Hacker is een Computerspel voor de Commodore 64. Het spel werd uitgebracht in 1987. Het spel werd ontwikkeld door Gerrit Knoef. Het spel platformspel is singlescreen.